# Fatjon Sefa
Fatjon Sefa (ur. 23 lipca 1984 w Lushnji) – albański piłkarz.